# Stelletta mortarium
Espèce
Stelletta mortarium est une espèce d'éponges de la famille des Ancorinidae.

## Taxinomie
L'espèce Stelletta mortarium est décrite en 2024 par les biologistes espagnol Julio Alberto Díaz (d) et français Paco Cárdenas (d) dans une publication coécrite avec Francesc Ordines (d) et Enric Massutí (d),.
L'holotype est conservé au Musée de l'évolution d'Uppsala, en Suède.

### Étymologie
Son épithète mortarium fait référence au mortier, ustensile culinaire traditionnel de Majorque, dont elle a l'aspect. 

### Publication originale
- (en) Julio Alberto Díaz, Francesc Ordines, Enric Massutí et Paco Cárdenas, « From caves to seamounts: the hidden diversity of tetractinellid sponges from the Balearic Islands, with the description of eight new species », PeerJ,‎ 4 mars 2024 (DOI 10.7717/peerj.16584, lire en ligne)

## Description
Les spécimens récoltés ont une forme circulaire ou ellipsoïdale et sont de couleur plutôt grise, avec un diamètre de 3 à 6,5 cm et une hauteur de 2 à 6,5 cm. L'atrium est situé sur le dessus avec une ouverture de 1 à 3,5 cm et une profondeur de 1 à 3,5 cm et contient de nombreux petit oscules unipores. La consistance des spécimens est assez dure, quoi qu'un peu compressible.

## Répartition
L'espèce Stelletta mortarium est découverte dans les eaux des îles Baléares, en mer Méditerranée, à une profondeur de 150 m, sur le mont sous-marin Émile Baudot dans le canal de Majorque.